# Felix van Sambix
Felix van Sambix, né vers 1553 à Anvers et mort en 1642, est un maître écrivain actif à Delft.

## Biographie
Il fait profession de maître d’école dès 1571. Après la publication de son premier ouvrage en 1585, Sambix passe à Delft en 1586, y travaille à nouveau comme maître d'école et y demeure jusqu'à sa mort en 1642. Son portrait a été gravé par Willem Jacobszoon Delff en 1619, d'après une peinture de M. J. Miereveldt (comme ce fut le cas pour Maria Strick). Il avait gagné la première place au Prix de la Plume couronnée à Rotterdam en 1590.

## Œuvres gravées

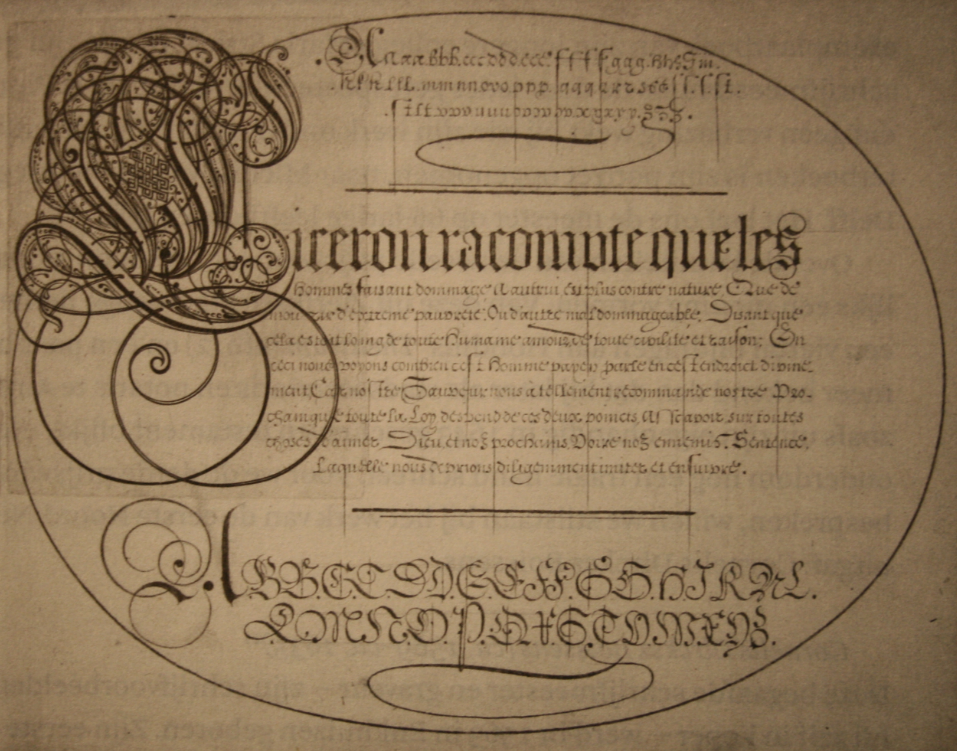
Une page du Nieuwen ABC, 1609.

- Nouvel A.B.C. par F.V.S.. Anvers : Joachim Trognese, 1585. 22 pl. gravées portant chacune une initiale ornementée. La source autographe est conservée à Anvers, Museum Plantin-Moretus : M.17.17. Deux exemples extraits des modèles reproduits dans Bank 1955 (en face de la p. 234).
- Nouvel alphabet. Delft : 1609.
- Nieuwen ABC. Rotterdam : 1609. La source autographe est conservée à Amsterdam, Universiteits Bibliotheek. Croiset 2005 p. 14-16.

Par ailleurs Sambix a contribué entre 1594 et 1628 à quelques recueils d’exemples de ses collègues maîtres écrivains (par exemple le Theatrum artis scribendi de Jodocus Hondius de 1594.

## Œuvres manuscrites
- Recueil d'exemples manuscrits, relié en vélin avec lacets, commençant par Monsieur Jean Van Den Bosch. Il me possèdera autant de temps ici que l'Eternel plaira. Adi XX Augusti Anno MDICXXXI et contenant le portrait gravé de Sambix. Contient 30 f. (dim. 145 x 220 mm), dont 23 écrits, dont plusieurs signés de Delft entre 1603 et 1631 par F.V.S.. Strasbourg BNU : Ms.5529. Prov. coll. F. Soennecken à Bonn. Numérisé sur Numistral.
- Deux albums manuscrits : Paris, Institut néerlandais.
- Livre d'exemples manuscrits : La Haye, coll. privée.
- En 1617, Sambix laisse une page de sa main dans le Liber amicorum de Ernst Brinck (1582-1649), bourgmestre de Harderwijk. Den Haag KB : 133 M 87. Voir.
- Feuillets d'exemples séparés conservés à La Haye KB et à Amsterdam UB.
- Le Cat. Muller cite (n° 142 à 143) plusieurs pièces autographes sur vélin ou papier, dont trois lettres de 1596, 1608 et 1610.